# Invicti Athletae Christi

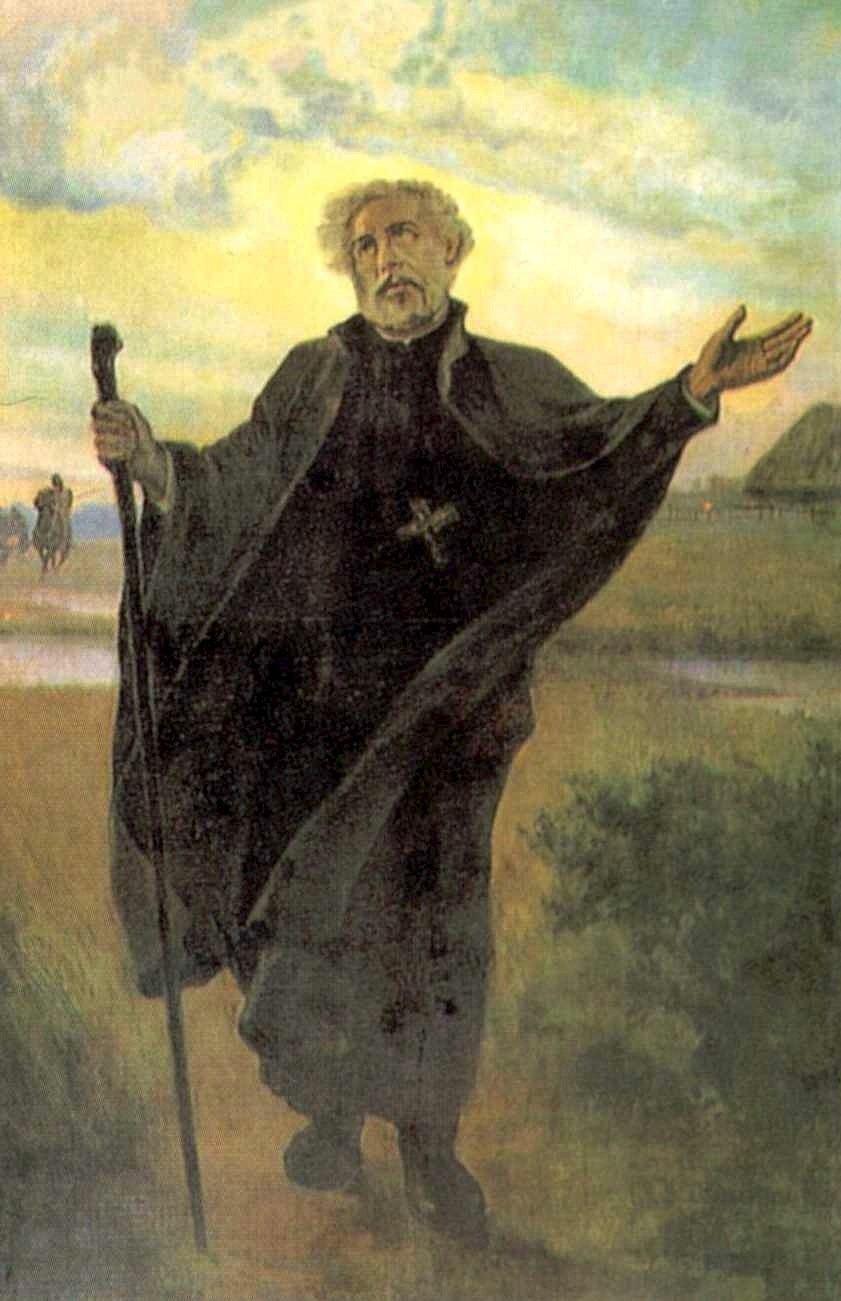
Святий Андрій Боболя

Invicti Athletae Christi — тридцять сьома енцикліка папи Пія ХІІ, видана 16 травня 1957 року з нагоди 300-тої річниці мучеництва Андрія Боболі.